# 赫尔比希
赫尔比希是奥地利上奥地利州罗尔巴赫县的一个市镇。总面积11平方公里，总人口410人，人口密度37.3人/平方公里（2005年）。